# Кристиансборг (дворец)
Кристиансборг (дат. Christiansborg Slot) — датский королевский дворец с 1740 года, построенный на месте Копенгагенского замка 1167 года; после 1849 года до настоящего времени здание датского парламента — Фолькетинга. Расположен в старой части Копенгагена, на небольшом острове Слотсхольмен. Является одной из архитектурных достопримечательностей датского королевства.
Планировка близкая современной была создана архитектором Элиасом Хёйсером (дат. Elias David Häusser) в 1733—1740 годах. В 1737 году руководителем скульптурных и каменных работ во дворце был назначен Луи-Огюст Ле Клерк.
В 1778—1779 годах вернувшийся из Италии Николай Абильгор стал королевским живописцем Копенгагена, украсив интерьеры Кристиансборга серией из десяти полотен по мотивам датской истории, а позднее также добавив к ним десять десюдепортов в 1791 году. После пожара 1794 года дворец долго реставрировал Кристиан Хансен в 1800—1820 годах. В 1849 году дворец был передан датскому парламенту, поскольку Дания стала парламентской монархией. После пожара 1884 года процесс реставрации взял на себя Торвальд Йоргенсен (дат. Thorvald Jørgensen), который придал дворцу новый псевдобарочный вид в 1907—1922 годах.

## Переговорная комната

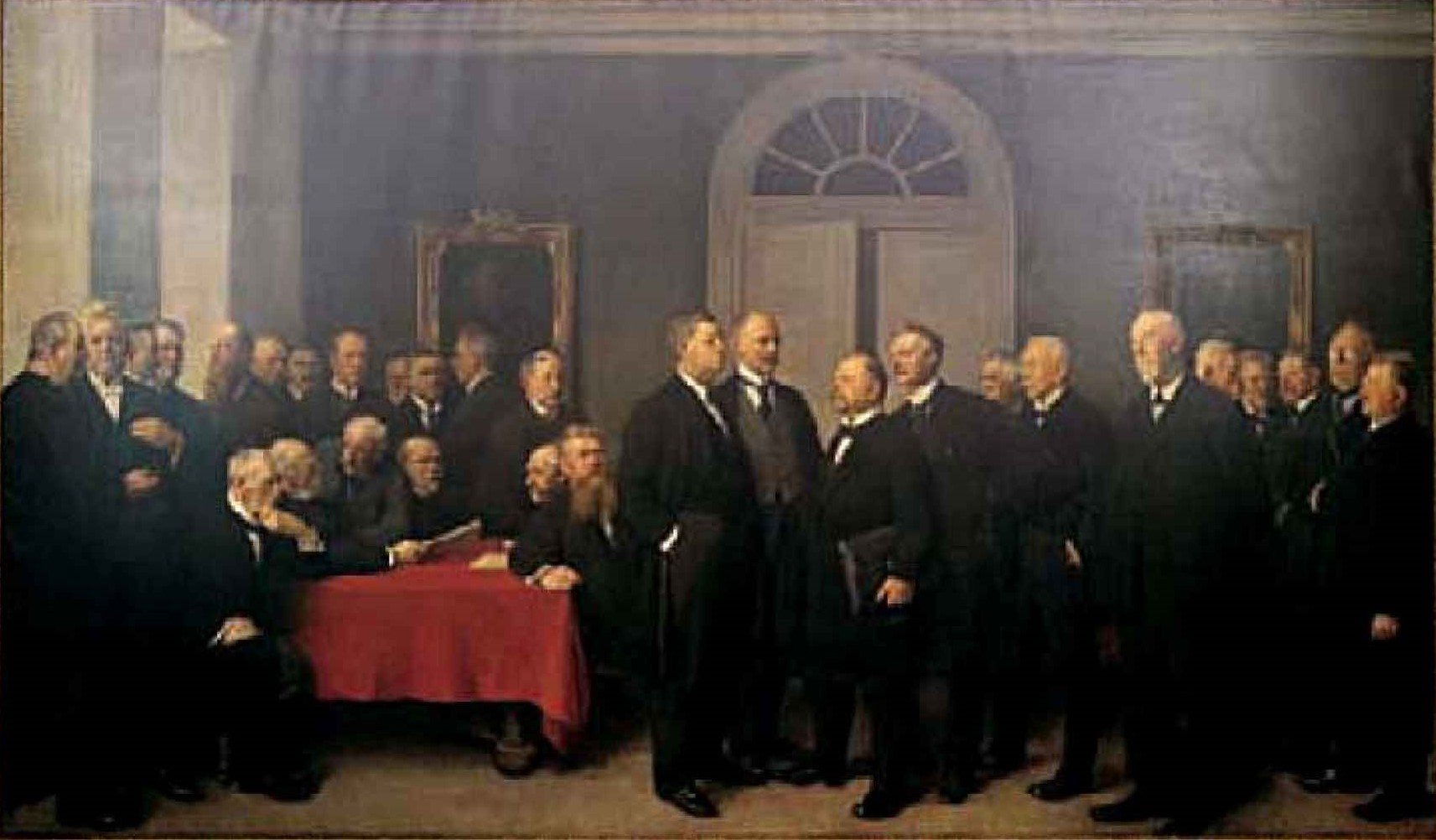
Картина Ведель, Херман «Переговоры о конституции 5 июня 1915 года», висящая в переговорной комнате фолькетинга

Одной из самых посещаемых комнат фолькетинга является переговорная комната (Samtaleværelset). Её посещают более чем 60 тысяч гостей ежегодно. В переговорной комнате находится знаменитая картина Хермана Веделя (дат. Herman Vedel; 1875—1948) размером почти 4 × 6 метров — групповой портрет 30 мужчин, готовивших поправку к конституции в 1915 году.
12 ноября 2024 года напротив картины Хермана Веделя состоялось открытие картины «Беседа 1918—2024» Мие Мёркеберг (Mie Mørkeberg; род. 1980) размером почти 3 × 5 метров — группового портрета 30 выдающихся женщин. Эти 30 женщин были отобраны независимой исторической группой под руководством бывшего главного редактора журнала Politiken Бо Лидегора (дат. Bo Lidegaard; род. 1958). Среди изображённых: Нина Банг (1866—1928), Эльна Мунк (1871—1945), Хельга Ларсен (1884—1947), Матильда Хаушульц (1885—1929), Хелле Торнинг-Шмитт (род. 1966), Маргрете Вестагер (род. 1968), Пиа Ольсен Дюр (род. 1971), Озлем Чекич (род. 1976), Метте Фредериксен (род. 1977) и Йоханне Шмидт-Нильсен (род. 1984).